# Danh sách câu lạc bộ bóng đá ở Saint Kitts và Nevis
Đây là danh sách các câu lạc bộ bóng đá ở Saint Kitts và Nevis.
- BAS Stoney Grove Strikers
- Bath United
- Beyond Homes All Stars
- BT Cotton Ground United
- Cayon Rockets
- Combined Schools
- Garden Hotspurs FC
- Newtown United FC
- SL Horsford Highlights
- St Paul's United
- St. Peters Strikers FC
- Stones United
- Villa International United
- Village Superstars F.C.

Bản mẫu:Bóng đá Saint Kitts và Nevis